# The Gold Diggers (film, 1983)
Pour les articles homonymes, voir The Gold Diggers.
Pour plus de détails, voir Fiche technique et Distribution.
The Gold Diggers est un film britannique réalisé par Sally Potter et sorti en 1983.
C'est un film féministe, qui présente la particularité d'avoir une équipe technique essentiellement composée de femmes.

## Fiche technique
- Réalisation : Sally Potter
- Scénario : Lindsay Cooper, Rose English, Sally Potter
- Photographie : Babette Mangolte
- Musique : Lindsay Cooper
- Montage : Sally Potter
- Durée : 89 minutes
- Dates de sortie: 
  - Royaume-Uni : 1983
  - Allemagne : février 1984 (Festival international du film de Berlin)
  - Canada : 11 septembre 1984 (Festival international du film de Toronto)

## Distribution
- George Antoni
- Julie Christie : Ruby
- Kassandra Colson : Welder
- Siobhan Davies : danseuse
- Maedee Dupres : danseuse
- Juliet Fisher : danseuse
- David Gale : l'expert
- Colette Laffont : Celeste

## Distinctions
- Prix du jury des lecteurs du « Zitty (de) » au Festival international du film de Berlin[2]